# Пемагацел (дзонгхаг)
Пемагацел (дзонґ-ке པད་མ་དགའ་ཚལ་རྫོང་ཁག་, Вайлі Pad-ma Dgaa-tshal rdzong-khag) — дзонгхаг у Бутані, відноситься до Східного дзонгдею. Адміністративний центр — Пемагацел.

## Адміністративний поділ
До складу дзонгхагу входять 11 гевогів:
- Деченлінг
- Дунгмаед
- Зобел
- Кхар
- Нанонг
- Норбуганг
- Чхімунг
- Чоекхорлінг
- Чонгшінг
- Шумар
- Юрунг